# Elsmere (Delaware)
Elsmere is een plaats (town) in de Amerikaanse staat Delaware, en valt bestuurlijk gezien onder New Castle County.

## Demografie
Bij de volkstelling in 2000 werd het aantal inwoners vastgesteld op 5800.
In 2006 is het aantal inwoners door het United States Census Bureau geschat op 5731, een daling van 69 (-1,2%).

## Geografie
Volgens het United States Census Bureau beslaat de plaats een oppervlakte van
2,5 km², geheel bestaande uit land.

## Plaatsen in de nabije omgeving
De onderstaande figuur toont nabijgelegen plaatsen in een straal van 16 km rond Elsmere.